# Bayau
Bayau is een bestuurslaag in het regentschap Empat Lawang van de provincie Zuid-Sumatra, Indonesië. Bayau telt 887 inwoners (volkstelling 2010).